# إشتوريل

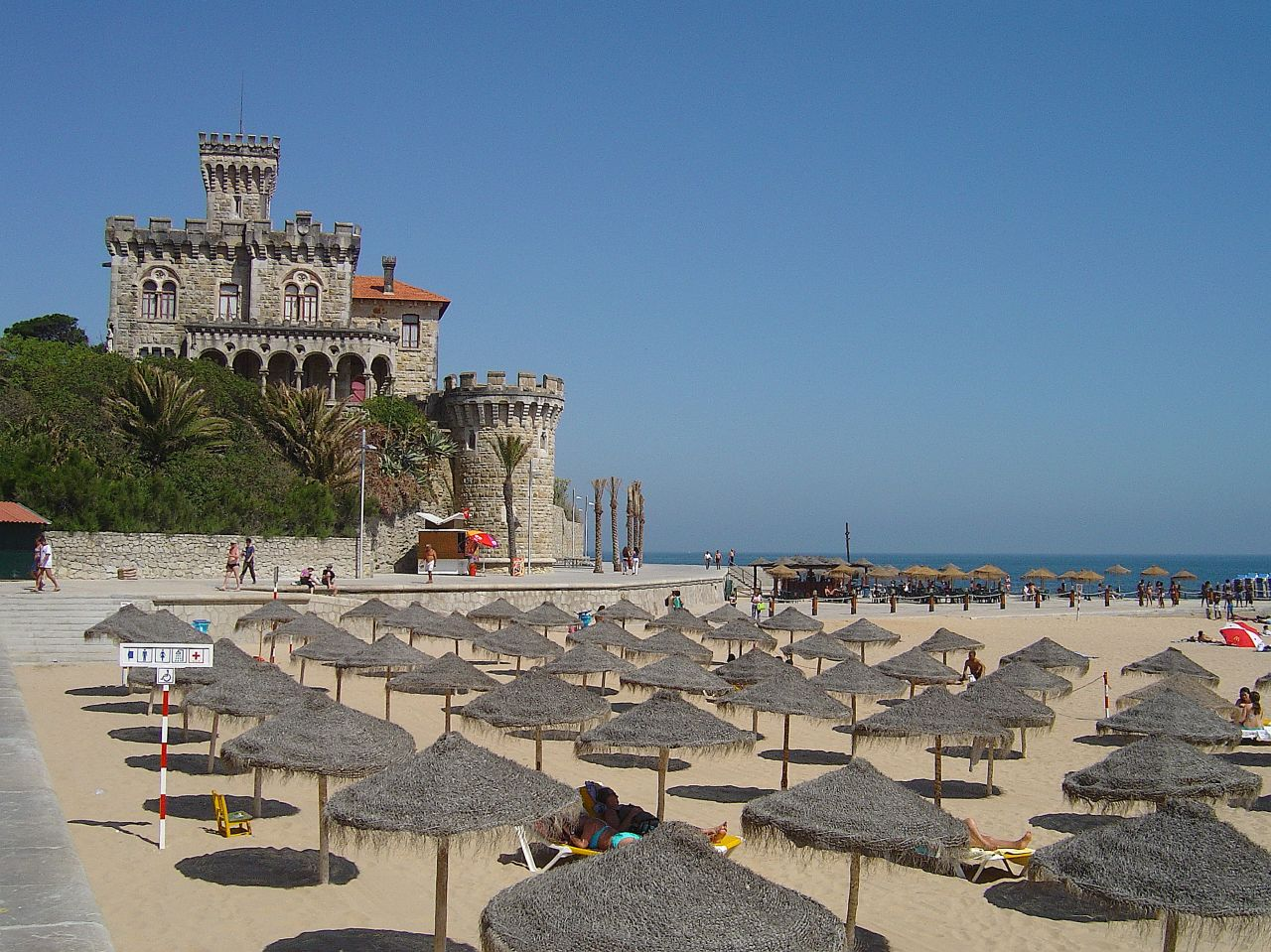
شاطئ إشتوريل

إشتوريل (بالبرتغالية: Estoril‏)، تلفظ برتغالي: ‎/(ɨ)ʃtuˈɾiɫ/‏) منتجع بحري وناحية في مقاطعة كاسكايس بمحافظة لشبونة في البرتغال. وهي قريبة من العاصمة البرتغالية لشبونة، يقطن إشتوريل 23,869 نسمة (2001) ومساحتها 8.79 كيلومتراً مربعاً.

## أعلام
- خوسي سانخورخو
- بيدرو ايمبيس
- أوري أتيكا
- أ. إتش دي أوليفيرا ماركيز
- فابيو بايم